# NGC 1460
NGC 1460 (другие обозначения — ESO 358-62, MCG −6-9-31, AM 0344-365, FCC 310, PGC 13805) — линзообразная галактика (SB0) в созвездии Эридана. Открыта Джоном Гершелем в 1837 году, входит в число перечисленных в оригинальной редакции «Нового общего каталога». Описание Дрейера: «тусклый, маленький объект круглой формы, содержит звезду».
NGC 1460 является частью Скопления Печи, её звёздная масса составляет около 5⋅109 M⊙. В галактике содержится не менее 13 шаровых звёздных скоплений со средней металличностью −0,82. Она имеет бар; её профиль яркости имеет два излома. Показатель цвета g−i составляет 0,8 в большей части галактики, но в ядре и на краях цвет более синий и эти показатели составляют, соответственно, 0,65 и 0,6.